# Reed Zuehlke
Reed Johann Zuehlke (* 26. Oktober 1960 in Eau Claire, Wisconsin) ist ein ehemaliger US-amerikanischer Skispringer.

## Werdegang
Seinen ersten internationalen Wettkampf bestritt Zuehlke bei den Olympischen Winterspielen 1980 in Lake Placid. Dabei erreichte er auf der Großschanze den 45. Platz.
Nach den Winterspielen wurde er in den Kader für den kurz zuvor gestarteten Skisprung-Weltcup aufgenommen. Zuehlke bestritt sein erstes Weltcup-Springen am 27. Februar 1980 in St. Moritz und erreichte auf Anhieb den 6. Platz. Auch in Gstaad erreichte er mit dem 5. Platz eine Platzierung unter den besten zehn. Dieser 5. Platz sollte zudem für fünf Jahre seine beste Platzierung bei einem Weltcup-Springen bleiben. Die folgenden zwei Jahre verliefen mit gemischten Ergebnissen. Selten konnte er bei Springen in die Punkteränge springen. Bei der Nordischen Skiweltmeisterschaft 1982 in Oslo erreichte er auf der Normalschanze den 40. und auf der Großschanze den 54. Platz. Im Teamspringen erreichte er gemeinsam mit Nils Stolzlechner, Jeff Hastings und John Broman den 6. und damit letzten Platz.
Im Januar 1983 konnte er auf seiner Heimatschanze in Lake Placid mit Platz sechs nach langer Durststrecke wieder unter die besten zehn springen. Bei den Olympischen Winterspielen 1984 stand Zuehlke erneut im Aufgebot für die USA und sprang auf der Großschanze auf den 29. Platz.
Am 8. Januar 1985 bestritt Zuehlke sein letztes Springen im Skisprung-Weltcup. In Cortina d’Ampezzo erreichte er dabei mit Platz 4 die höchste Einzelplatzierung seiner Karriere. Er beendete seine Skisprungkarriere mit Platz 34 in der Weltcup-Gesamtwertung.

## Erfolge

### Weltcup-Platzierungen
| Saison  | Platz | Punkte |
| ------- | ----- | ------ |
| 1979/80 | 36.   | 24     |
| 1980/81 | 39.   | 19     |
| 1982/83 | 43.   | 12     |
| 1983/84 | 77.   | 01     |
| 1984/85 | 34.   | 20     |